# أشلي ميلر (مخرج)
أشلي ميلر (بالإنجليزية: Ashley Miller) هو كاتب سيناريو ومخرج أمريكي، ولد في 11 أغسطس 1867 في سينسيناتي في الولايات المتحدة، وتوفي في 19 نوفمبر 1949 في نيويورك في الولايات المتحدة.

## وصلات خارجية
- أشلي ميلر على موقع IMDb (الإنجليزية)
- أشلي ميلر على موقع ألو سيني (الفرنسية)
- أشلي ميلر على موقع تيرنر كلاسيك موفيز (الإنجليزية)
- أشلي ميلر على موقع أول موفي (الإنجليزية)
- أشلي ميلر على موقع قاعدة بيانات الفيلم (الإنجليزية)
- أشلي ميلر على موقع ليتربوكسد (الإنجليزية)
- أشلي ميلر على موقع كينوبويسك (الروسية)